# Yoshihisa Hirano (compositore)
Yoshihisa Hirano  (平野 義久?, Hirano YOshihisa) (Wakayama, 7 dicembre 1971) è un compositore giapponese.

## Biografia
Yoshihisa Hirano nacque a Wakayama, nel 1971. Studiò composizione alla Juilliard School nel 1992 (con Stanley Wolfe), e successivamente alla Eastman School of Music (dove studiò con Christopher Rouse e Joseph Schwantner). Alcuni dei riconoscimenti da lui ricevuti furono il primo premio all'Axia Tape Competition durante gli anni del liceo e al New York's New Music for Young Ensembles. Compose musica per concerti, balletti, film, anime, videogiochi e programmi radiofonici, passando dalla musica classica al pop e contemporanea. Curò la musica anche delle celebrazioni del 2002 e 2004 del Tokyo DisneySea.
Hirano collaborò con il pianista Masako Hosoda nel progetto Bleu, realizzando due album. Fu arrangiatore di alcuni brani degli album di Ali Project.

## Opere
2001
- Beyblade (TV)

2002
- Seven of Seven (TV)
- Harukanaru toki no naka de ~Ajisai Yumegatari~ (OVA)
- Hanada Shōnen-shi (TV)

2003
- Air Master (TV)

2004
- Maria-sama ga Miteru (TV) — solo arrangiamento
- Midori Days - Midori no hibi (TV)
- Sensei no ojikan (TV)
- Maria-sama ga Miteru ~Haru~ (TV) — solo arrangiamento della sigla di apertura
- Harukanaru toki no naka de hachiyō shō (TV)
- Meine Liebe (TV)

2006
- Dirge of Cerberus -Final Fantasy VII- (PS2) — orchestrazione
- Strawberry Panic! (TV)
- Host Club - Amore in affitto (TV)
- Harukanaru Toki no Naka de ~Maihitoyo~ (Film)
- Silk Road Boy Yuto (TV)
- Super Robot Wars Original Generation: Divine Wars (TV)
- Death Note (TV)

2007
- Shin Jeeg Robot d'acciaio (TV)

2008
- Himitsu - Top Secret ~The Revelation~ (TV)
- RD Sennō Chōsashitsu (TV)

2009
- Hajime No Ippo: New Challenger (TV)
- Resident Evil: The Darkside Chronicles (Wii) - orchestrazione
- Tatakau Shisho (TV)
- Final Fantasy XIII (PlayStation 3 & Xbox 360) - orchestrazione

2010
- Chu-Bra (TV)
- Broken Blade (serie di film)

2011
- Hunter × Hunter (2011) (TV)

2012
- Tanken Driland (TV)

2013
- Hajime No Ippo: Rising (TV)
- Hunter × Hunter: Phantom Rouge (Film)
- Hunter × Hunter: The Last Mission (Film)

2014
- Broken Blade (TV)
- Ai Tenchi Muyo! (TV)

2021
- Edens Zero (TV)[2]